# Daïras de la wilaya de Tissemsilt

## Daïras de la wilaya de Tissemsilt
Localisation des daïras dans la wilaya de Tissemsilt:

1. Ammari
2. Bordj Bou Naama
3. Bordj El Emir Abdelkader
4. Khemisti
5. Lardjem
6. Lazharia
7. Theniet El Had
8. Tissemsilt

| Code | Daïras                   | Communes                                                | Nombre de communes | Population | Superficie km2 |
| ---- | ------------------------ | ------------------------------------------------------- | ------------------ | ---------- | -------------- |
| 01   | Ammari                   | Ammari, Maacem, Sidi Abed                               | 3                  |            |                |
| 02   | Bordj Bou Naama          | Bordj Bou Naama, Beni Chaib, Beni Lahcene, Sidi Slimane | 4                  |            |                |
| 03   | Bordj El Emir Abdelkader | Bordj El Emir Abdelkader, Youssoufia                    | 2                  |            |                |
| 04   | Khemisti                 | Khemisti, Layoune                                       | 2                  |            |                |
| 05   | Lardjem                  | Lardjem, Melaab, Sidi Lantri, Tamalaht                  | 4                  |            |                |
| 06   | Lazharia                 | Lazharia, Boucaid, Larbaâ                               | 3                  |            |                |
| 07   | Theniet El Had           | Theniet El Had, Sidi Boutouchent                        | 2                  |            |                |
| 08   | Tissemsilt               | Tissemsilt, Ouled Bessem                                | 2                  |            |                |